# Kobi Oshrat
Kobi Oshrat (en hebreo: קובי אשרת‎; 15 de julio de 1944) es un compositor y director de orquesta israelí. Compuso y dirigió la obra ganadora del Festival de la Canción de Eurovisión de 1979, Hallelujah cantada por el conjunto vocal Milk and Honey.

## Biografía
Yaakov (Kobi) Ventura (más tarde Kobi Oshrat) nació en Haifa de padres que habían realizado la Alyá desde Salónica. Después de una temprana carrera en el escenario israelí, en 1969 comenzó a componer y arreglar música para radio, televisión, cine y publicidad. Oshrat alcanzó fama internacional cuando su composición, Hallelujah, cantada por el grupo israelí Milk and Honey, conquistó el Festival de la Canción de Eurovisión de 1979. Oshrat es autor de más de un millar de canciones, siendo Hallelujah la más famosa de todas ellas, con cuatrocientas versiones en todo el mundo.
Oshrat también compuso y dirigió las entradas israelíes de 1985 y 1992. También dirigió las entradas israelíes de 1987 y 1991, pero no escribió la música para ellas.